# Céilí-Tänze
Céilí-Tänze sind traditionelle Tänze, die bei einem Céilí getanzt werden. Der Begriff wurde im Londoner Zweig der Gaelic League geprägt. Die Liga versuchte um die Wende des 19. zum 20. Jahrhundert, die irische nationale Identität und den Nationalstolz zu fördern. So wurde während eines Fíor Céilís (Echter Céilí) der Gebrauch der irischen Sprache erwartet. Der Londoner Zweig der Gaelic League war äußerst aktiv und lieferte wesentliche Beiträge zur irischen Tanzkultur:
- sie fixierten und förderten die Kerry figure dances (Céilí dances)
- sie publizierten die ersten Sammlungen der irischen figure dances
- sie hielten Saint-Patrick’s-Day-Konzerte ab und gründeten 1904 den London Feis.

Seán Ó Ceallaigh verwendete als erster den Terminus „Céilí-Tänze“, als er die Beschreibungen zu einigen Figure Dances in einer Dubliner Wochenzeitschrift veröffentlichte. Frühere Autoren (O’Keeffe und O’Brien, 1902; Sheehan, 1902) verwendeten diesen Begriff nicht.
Die Bezeichnung Céilí-Tänze hat zwei verschiedene Bedeutungen:
1. Die irische Tanzkommission „An Coimisiún“ verwendet die Bezeichnung für die im „Ár Rinci Fóirne – Thirty Popular Céilí Dances“ aufgelisteten Tänze:
- Band 1 (1939): The Walls of Limerick, The Four-Hand Reel, Eight-Hand Reel, Morris Reel, High-Caul(ed) Cap, Sixteen-Hand Reel, Humours of Bandon, Eight-Hand Jig, Siege of Ennis, Harvest-Time Jig.
- Band 2 (1943): Long Dance (Rince Fada), The Bridge of Athlone, Haste to the Wedding, The Siege of Carrick, Antrim Reel, Glencar Reel, The Three Tunes, St. Patrick’s Day, Trip to the Cottage, An Rince Mór (Der große Tanz)
- Band 3 (1969): Haymakers Jig, The Fairy Reel, The Duke Reel, Lannigan’s Ball, The Cross Reel, The Waves of Tory, The Rakes of Mallow, The Gates of Derry, The Sweets of May, Bonfire Dance.

2. Im täglichen Sprachgebrauch bezieht sich der Terminus auf die bei Tanzveranstaltungen (Céilí) regelmäßig aufgeführten Tänze, im Speziellen die 4-Hand, 8-Hand, 16-Hand Reels und Jigs sowie den Walls of Limerick, Siege of Ennis, Haymakers Jig, Bridge of Athlone etc.
Cullinane und auch andere Autoren (de Roiste, 1927) stellen jedoch explizit fest, dass es sich bei den Céilí-Tänzen nicht um die traditionellen irischen Tänze handelt (dies sind die Set-Tänze), sondern zu einem Gutteil um „Kunsttänze“ handelt, die von den Iren kaum getanzt und auch nicht beherrscht wurden. Roche (P. de Roiste 1927) stellte in seinem Buch Collection of Irish Airs, Marches and Dance Tunes, Vol 3 fest: “… in recreating an Irish Ireland the work of reviving our old national dances unfortunately largely fell to those who were but poorly equipped for the task, they were lacking in insight and a due appretiation of the pure old style and had as it appears but a slender knowledge of the old repertoire.”